# Dan Carroll (Eisschnellläufer)
Daniel Joseph III „Dan“ Carroll (* 17. Dezember 1949 in St. Louis, Missouri) ist ein ehemaliger US-amerikanischer Eisschnellläufer.
Carroll wurde 1971 US-amerikanischer Meister im Mehrkampf, nachdem er 1969 und 1970 jeweils zweiter geworden war. Bei den Eisschnelllauf-Mehrkampfweltmeisterschaften zwischen 1970 und 1972 sowie 1975 und 1976 war seine beste Platzierung ein sechster Platz im Gesamtklassement 1975, nachdem er über 1500 m den zweiten Rang erreicht hatte. Außerdem nahm er von 1970 bis 1972 sowie 1975 an den Eisschnelllauf-Sprintweltmeisterschaften teil und schaffte einen neunten Platz im Jahr 1971.
Carroll nahm 1972 in Sapporo, Japan an den Olympischen Winterspielen teil. Über 1500 m, 5000 m und 10.000 m konnte er sich dabei jeweils unter den besten Zehn platzieren. Bei den Olympischen Winterspielen 1976 im österreichischen Innsbruck belegte er auf diesen Strecken die Plätze fünf, sechs und sieben. Über 1000 m erreichte er Rang 28.
Nach Abschluss seiner aktiven Karriere arbeitete Carroll als Trainer im Metro Speed Skating Club.

## Persönliche Bestzeiten
| Strecke  | Zeit         | Datum           | Ort                  |
| -------- | ------------ | --------------- | -------------------- |
| 500 m    | 39,90 s      | 7. Januar 1972  | Davos                |
| 1000 m   | 1:19,10 min  | 30. Januar 1976 | Davos                |
| 1500 m   | 1:59,77 min  | 31. Januar 1976 | Davos                |
| 3000 m   | 4:17,35 min  | 24. Januar 1976 | Madonna di Campiglio |
| 5000 m   | 7:18,51 min  | 1. Februar 1976 | Davos                |
| 10.000 m | 15:19,29 min | 4. Februar 1976 | Innsbruck            |